# Aleksiej Jagudin
Aleksiej Konstantinowicz Jagudin, ros. Алексей Константинович Ягудин (ur. 18 marca 1980 w Leningradzie) – rosyjski łyżwiarz figurowy startujący w konkurencji solistów. Mistrz olimpijski z Salt Lake City (2002), czterokrotny mistrz świata (1998–2000, 2002), trzykrotny mistrz Europy (1998, 1999, 2002), zwycięzca finału Grand Prix (1998, 2001), mistrz świata juniorów (1996). Zakończył karierę amatorską w 2003 r.
Trenerem Jagudina był początkowo Aleksiej Miszyn. W wieku 18 lat łyżwiarz przeniósł się do USA, gdzie zaczął trenować pod okiem Tatjany Tarasowej.
Jagudin był pierwszym solistą, który otrzymał ocenę 6.0 za wartość artystyczną podczas występu na igrzyskach w Salt Lake City w 2002, tego samego roku na mistrzostwach świata w Nagano otrzymał jako pierwszy 6.0 za elementy obowiązkowe. Był pierwszym łyżwiarzem figurowym, który w jednym sezonie zdobył wszystkie najważniejsze tytuły mistrzowskie: mistrza Europy, mistrza świata, zwycięzcy Grand Prix i złoty medal olimpijski. Mimo ogromu tytułów jakie ma w swym dorobku, ani razu nie stanął na najwyższym podium podczas mistrzostw własnego kraju.
Z powodu kontuzji uda w 2003 wycofał się i już nie startuje w zawodach sportowych; pojawia się jedynie w rewii na lodzie; był trenerem mistrza świata 2007 Briana Jouberta. Jesienią 2006 wziął udział w rosyjskiej wersji programu Gwiazdy na lodzie. Trzykrotnie wziął udział w amerykańskim show "Ice Wars" (2004, 2005 i 2006).

## Najbardziej znane programy Jagudina
- "Lawrence of Arabia" – program dowolny, którym wywalczył swoje pierwsze mistrzostwo świata i piąte miejsce na igrzyskach w Nagano w 1998.
- "Dziadek do orzechów" – program krótki do muzyki Piotra Czajkowskiego, który prezentował jeszcze jako junior, a po udoskonaleniu, już w zawodach seniorskich wywalczył z jego pomocą mistrzostwo świata w roku 2000 w Nicei.
- "Gladiator" – program dowolny sezonu przedolimpijskiego 2000/2001
- "Zima" – olimpijski (2002) program krótki, który stał się pierwszym krokiem do mistrzostwa.
- "Człowiek w żelaznej masce" – olimpijski program dowolny.
- "Overcome" – program pokazowy, który Jagudin wykonywał w sezonie olimpijskim.
- "Passion" – program pokazowy do muzyki z filmu Pasja, wykonywany już w rewii.

## Osiągnięcia
| Zawody                                | 93–94          | 94–95          | 95–96          | 96–97          | 97–98          | 98–99          | 99–00          | 00–01          | 01–02          | 02–03          |                |                |                |                |                |                |                |                |                |
| Międzynarodowe                        | Międzynarodowe | Międzynarodowe | Międzynarodowe | Międzynarodowe | Międzynarodowe | Międzynarodowe | Międzynarodowe | Międzynarodowe | Międzynarodowe | Międzynarodowe | Międzynarodowe | Międzynarodowe | Międzynarodowe | Międzynarodowe | Międzynarodowe | Międzynarodowe | Międzynarodowe | Międzynarodowe | Międzynarodowe |
| ------------------------------------- | -------------- | -------------- | -------------- | -------------- | -------------- | -------------- | -------------- | -------------- | -------------- | -------------- | -------------- | -------------- | -------------- | -------------- | -------------- | -------------- | -------------- | -------------- | -------------- |
| Igrzyska olimpijskie                  |                |                |                |                | 5              |                |                |                | 1              |                |                |                |                |                |                |                |                |                |                |
| Mistrzostwa Świata                    |                |                |                | 3              | 1              | 1              | 1              | 2              | 1              |                |                |                |                |                |                |                |                |                |                |
| Mistrzostwa Europy                    |                |                | 6              | 5              | 1              | 1              | 2              | 2              | 1              |                |                |                |                |                |                |                |                |                |                |
| GP Finał Grand Prix                   |                |                |                | 5              | 4              | 1              |                | 2              | 1              |                |                |                |                |                |                |                |                |                |                |
| GP Bofrost Cup on Ice                 |                |                |                | 3              |                | 1              |                |                |                |                |                |                |                |                |                |                |                |                |                |
| GP Cup of Russia                      |                |                |                | 2              | 1              |                |                |                |                |                |                |                |                |                |                |                |                |                |                |
| GP Skate America                      |                |                |                | 3              |                | 1              | 1              | 2              |                | WD             |                |                |                |                |                |                |                |                |                |
| GP Skate Canada International         |                |                |                |                |                |                | 1              | 1              | 1              |                |                |                |                |                |                |                |                |                |                |
| GP Trophée Lalique                    |                |                |                |                | 1              | 1              | 1              | 1              | 1              |                |                |                |                |                |                |                |                |                |                |
| Igrzyska dobrej woli                  | 8              |                |                |                |                |                |                |                | 3              |                |                |                |                |                |                |                |                |                |                |
| Prague Skate                          |                | 3              |                |                |                |                |                |                |                |                |                |                |                |                |                |                |                |                |                |
| Międzynarodowe: Kategorie młodzieżowe |                |                |                |                |                |                |                |                |                |                |                |                |                |                |                |                |                |                |                |
| Mistrzostwa świata juniorów           | 4              |                | 1              |                |                |                |                |                |                |                |                |                |                |                |                |                |                |                |                |
| Krajowe                               |                |                |                |                |                |                |                |                |                |                |                |                |                |                |                |                |                |                |                |
| Mistrzostwa Rosji                     | 5              | 5              | 4              | 3              | 2              | 2              | 2              | 2              |                |                |                |                |                |                |                |                |                |                |                |

## Nagrody i odznaczenia
- Światowa Galeria Sławy Łyżwiarstwa Figurowego – 2017[2]